# Oncophorus rauei
Oncophorus rauei là một loài Rêu trong họ Dicranaceae. Loài này được (Austin) Grout mô tả khoa học đầu tiên năm 1937.